# 고구려 역사 논쟁
고구려 역사 논쟁(高句麗 歷史 論爭)은 고구려 역사의 귀속에 관하여 대한민국, 조선민주주의인민공화국, 중화인민공화국이 벌이는 논쟁이다.

## 개요
2004년 4월 중국 외교부 홈페이지에서 고구려 부분을 삭제하고 중국 관영 신화통신 등이 고구려를 중국 지방정권으로 보도하는 등 중국의 고구려사 왜곡 움직임이 점차 노골화 되고, 2004년 6월 동북공정 사무처가 인터넷 홈페이지를 통해 공정 내용을 공개하면서부터 동북공정이 한·중 간 갈등으로 본격적으로 부각되었다. 
동북공정과 관련한 한중간 문제 해결과 관련하여 중국은 2004년 8월 필란드 헬싱키에서 열린 제6차 아시아유럽정상회의(ASEM)에서 원자바오 총리가 노무현 대통령에게 “필요한 조치를 취하겠다”고 약속하였고  이와 관련 2004년 8월 24일 한중양국은 고구려사 문제와 관련해 아래 5개항에 대해 구두합의 하였다.
- 중국 정부는 고구려사 문제가 양국 간 중대현안으로 대두된 데 유념한다
- 역사문제로 한중 우호협력 관계의 손상 방지와 전면적 협력 동반자관계 발전에 노력한다
- 고구려사 문제의 공정한 해결을 도모하고 필요한 조치를 취해 정치문제화 되는 것을 방지한다
- 중국 측은 중앙 및 지방 정부 차원에서의 고구려사 관련 기술에 대한 한국측의 관심에 이해를 표명하고 필요한 조치를 취해나감으로써 문제가 복잡해지는 것을 방지한다
- 학술교류의 조속한 개최를 통해 해결한다

그 후 2006년 10월 한중 정상회담에서 동북공정 문제를 비롯한 역사인식 문제가 양국관계에 부정적 영향을 주어선 안된다는 원칙에 다시 합의한 바 있다.
그러나 2022년 9월 중국국가박물관이 고구려와 발해 역사를 의도적으로 삭제한 한국사 연표를 전시하여 다시 한번 격화되었다.

## 같이 보기
- 동북변강역사여현상계열연구공정(동북공정)